# سلمى صرصوط
سلمى صرصوط (9 فبراير 1969 -) هي سياسية تونسية. عضوة في حركة النهضة ذات التوجه الإسلامي.

## حياتها ونشأتها
ولدت في 9 فبراير 1969 في الرديف في تونس.
بدأت سلمى صرصوط تعليمها الابتدائي في قابس ونفطة. ثم واصلت تعليمها الثانوي بين توزر ونفطة والزهراء، وتحصلت على شهادة الباكالوريا في 1981.

درست بعد ذلك سنتين في كلية الآداب والفنون والإنسانيات بمنوبة، ثم التحقت بكلية الآداب والعلوم الإنسانية في جامعة محمد الخامس بالرباط أين تحصلت في 1985 على الإجازة.

## مسيرتها
كانت نائبة في المجلس الوطني التأسيسي وذلك بعد انتخابها في انتخابات 23 أكتوبر 2011 وحتى 2014 عن حركة النهضة في دائرة بن عروس الانتخابية.
كانت سلمى صرصوط ناشطة في صفوف حركة النهضة ذات التوجه الإسلامي حتى 1989، أين جمدت نشاطها وتحول لنشاط جمعياتي. عادت للنشاط في الحركة بعد الثورة التونسية.

انتخبت في انتخابات 23 أكتوبر 2011 كنابئبة في المجلس الوطني التأسيسي عن حركة النهضة في دائرة بن عروس الانتخابية. في المجلس كانت مقررة لجنة البنية الأساسية والبيئة، وعضوة لجنة الحقوق والحريات.

## مقالات ذات صلة
- حركة النهضة (تونس).